# Amir Haj Massaoud
Amir Haj Massaoud ou Amir Haj Messaoud, né le 8 février 1981 à Sfax, est un footballeur international tunisien. Il évolue au poste d'arrière droit.

## Clubs
- 2003-oct. 2010 : Club sportif sfaxien ( Tunisie)
- oct. 2010-juin 2011 : Stade tunisien ( Tunisie)
- juin 2011-2012 : Club africain ( Tunisie)

## Palmarès
- Coupe de la CAF (2) :
  - Vainqueur : 2007, 2008
- Ligue des champions arabes (1) :
  - Vainqueur : 2004
- Coupe nord-africaine des vainqueurs de coupe (1) :
  - Vainqueur : 2009
- Championnat de Tunisie de football (1) :
  - Vainqueur : 2005
- Coupe de Tunisie de football (2) :
  - Vainqueur : 2004, 2009
- Coupe de la Ligue tunisienne de football (1) :
  - Vainqueur : 2003